# 伊尔姆河畔普法芬霍芬县
伊尔姆河畔普法芬霍芬县（Landkreis Pfaffenhofen an der Ilm，官方拼写为Landkreis Pfaffenhofen a.d.Ilm）是德国巴伐利亚州的一个县，隶属于上巴伐利亚行政区，首府伊尔姆河畔普法芬霍芬。

## 華語譯名
由於兩岸對於德國行政區「Landkreis」翻譯的不同，台灣稱為「伊爾姆河畔普法芬霍芬郡」；中國大陸稱為「伊尔姆河畔普法芬霍芬縣」。